# Tommy Thomson
Earl John (Tommy) Thomson (Birch Hills, 15 februari 1895 – Annapolis, 19 april 1971) was een Canadese atleet, die specialist was op de 110 m horden. Hij werd in deze discipline olympisch kampioen.

## Biografie

### Jeugd en Eerste Wereldoorlog
Op achtjarige leeftijd verhuisde het gezin Thomson van het Canadese Saskatchewan naar het Amerikaanse Californië, omdat het warme daar weer beter voor Thomsons moeder zou zijn. Op veertienjarige leeftijd liep hij zeer ernstige verwondingen op, toen hij zichzelf met een geladen geweer in de borst schoot, nadat hij van een buggy waarin hij reed, was afgesprongen. De doktoren die hem nog diezelfde avond opereerden, veronderstelden dat de opgelopen verwondingen fataal zouden zijn, maar Thomson slaagde erin om volledig te herstellen. Hij ging studeren aan de Universiteit van Zuid-Californië, om vervolgens na een jaar over te stappen naar Dartmouth College in New Hampshire. Daar werd hij captain van het atletiekteam en studeerde hij in 1922 af, na zijn studie eerder twee jaar te hebben moeten onderbreken, omdat hij zich in 1916 in verband met het uitbreken van de Eerste Wereldoorlog bij de Royal Canadian Air Force had aangemeld en daarin had gediend tot aan het eind van de oorlog in 1918. De Thomsons hadden namelijk, ondanks hun eerdere verhuizing naar de Verenigde Staten, altijd hun Canadese nationaliteit aangehouden.

### Begin atletiekcarrière
Op het gebied van de atletiek had Tommy Thomson reeds als leerling aan de Long Beach Polytechnic High School blijk gegeven van zijn aanleg. In 1915 won hij voor het eerst een 120 yd hordenwedstrijd tijdens de California State Meet. Bovendien werd hij tweede bij het hoogspringen en vierde bij het discuswerpen. En in 1918 werd hij voor de eerste keer Amerikaans kampioen op de 120 yd horden. Die titel zou hij daarna nog twee keer, in 1921 en 1922, veroveren, naast nog een vierde Amerikaanse titel op de 220 yd horden in 1921.

### Olympisch kampioen
Het jaar ervoor was Thomson voor Canada uitgekomen op de Olympische Spelen van 1920 in Antwerpen, waar hij de hegemonie van de Amerikanen op de Olympische Spelen tot dan toe doorbrak door als eerste niet-Amerikaan de gouden medaille op de 110 m horden te veroveren in de wereldrecordtijd van 14,8 s. Dit record werd in 1927 geëvenaard en ten slotte verbeterd in 1928.
Na de Olympische Spelen zegevierde hij, naast zijn reeds gememoreerde overwinningen, nog op verscheidene andere grote toernooien, zoals de NCAA-kampioenschappen.
In 1922 stopte Thomson met atletiek.

### Atletiekcoach
Later werd hij coach van het USNA team. Hij deed dit werk ruim 36 jaar. Thomson stierf op 76-jarige leeftijd.

## Titels
- Olympisch kampioen 110 m horden - 1920
- Amerikaans kampioen 120 yd horden - 1918, 1921, 1922
- Amerikaans kampioen 220 yd horden - 1921
- NCAA-kampioen 120 yd horden - 1921
- IC4A-kampioen 120 yd horden - 1920, 1921
- IC4A-kampioen 220 yd horden - 1921

## Palmares

### 110 m horden
- 1920:  OS - 14,8 s (WR)

### 120 yd horden
- 1918:  Amerikaanse kamp. - 15,2 s
- 1920:  IC4A-kamp. - 14,4 s
- 1921:  IC4A-kamp. - 14,8 s
- 1921:  NCAA-kamp. - 14,4 s (WR)
- 1921:  Amerikaanse kamp. - 15,0 s
- 1922:  Amerikaanse kamp. - 15,3 s

### 220 yd horden
- 1921:  IC4A-kamp. - 24,4 s
- 1921:  Amerikaanse kamp. - 24,6 s

1896: Tom Curtis ·
1900: Alvin Kraenzlein ·
1904: Frederick Schule ·
1908: Forrest Smithson ·
1912: Fred Kelly ·
1920: Earl Thomson ·
1924: Daniel Kinsey ·
1928: Sydney Atkinson ·
1932: George Saling ·
1936: Forrest Towns ·
1948: William Porter ·
1952: Harrison Dillard ·
1956: Lee Calhoun ·
1960: Lee Calhoun ·
1964: Hayes Jones ·
1968: Willie Davenport ·
1972: Rod Milburn ·
1976: Guy Drut ·
1980: Thomas Munkelt ·
1984: Roger Kingdom ·
1988: Roger Kingdom ·
1992: Mark McKoy ·
1996: Allen Johnson ·
2000: Anier García ·
2004: Liu Xiang ·
2008: Dayron Robles ·
2012: Aries Merritt ·
2016: Omar McLeod ·
2020: Hansle Parchment ·
2024: Grant Holloway